# Den Ast (museum)
Den AST is een streekmuseum in het Vlaams-Brabantse Halle. Sinds 1981 was het museum decennialang gevestigd in een jezuïetencollege uit de 17e eeuw nabij de Sint-Martinusbasiliek onder de naam Zuidwestbrabants Museum. Na een sluiting van een half jaar in 2014, werd het heropend in Den Ast.

## Collectie
Het beheert rond de 20.000 stukken en richt zich op archeologie, muziek en streekgeschiedenis van Halle, het Pajottenland en Zenne en Zoniën. 
Er wordt onder meer het leven verteld van de mensen uit vroeger tijden, zoals rond het jaar 1900. Het museum heeft een arbeiderswoning uit de 19e eeuw nagebouwd en er wordt ingegaan op het weven, pottenbakken, mandenmaken, de schuttersgilden, edelsmeedkunst, schilderkunst, kunstglaskunst, landbouwrevolutie en bedevaart.
Verder komen verschillende musici aan bod, zoals de uit Halle afkomstige cellist François Servais (1807-1866), en bekende familieleden, zoals zijn muzikale zonen Franz en Joseph, kleindochter Misia Sert en zijn schoonzonen Ernest Van Dijck en Cyprien Godebski.
Sinds de verhuizing naar Den Ast is het gevestigd in de gerestaureerde mouterij Van Roye. Op de begane grond wordt aandacht besteed aan de achthonderd jaar geschiedenis van de stad, waaronder de bedevaart. Op de eerste verdieping wordt ingegaan op het muziekleven van de stad en carnaval. Er is ook een belevingsparcours door de oude mouterij aangelegd. De collectie wijzigt elke vier tot vijf jaar en er is ook een digitale presentatie.